# Ганисон (Мисисипи)
Ганисон (енгл. Gunnison) град је у америчкој савезној држави Мисисипи.

## Демографија
По попису из 2010. године број становника је 452, што је 181 (-28,6%) становника мање него 2000. године.
| Група             | 2000.       | 2010.       |
| Белци             | 80 (12,6%)  | 46 (10,2%)  |
| Афроамериканци    | 549 (86,7%) | 397 (87,8%) |
| Азијати           | 0 (0,0%)    | 0 (0,0%)    |
| Хиспаноамериканци | 0 (0,0%)    | 5 (1,1%)    |
| Укупно            | 633         | 452         |